# Leucochrysa (Nodita) aleura
Leucochrysa (Nodita) aleura is een insect uit de familie van de gaasvliegen (Chrysopidae), die tot de orde netvleugeligen (Neuroptera) behoort. 
Leucochrysa (Nodita) aleura is voor het eerst wetenschappelijk beschreven door Banks in 1944.